# Arçua (comarca)
A Comarca de Arçua (em galego, Comarca de Arzúa) é uma comarca galega que inclui os seguintes quatro concelhos:  Arçua, Boi Morto, o Pinho e Touro. Limita a Norte com as comarcas de Ordes e Betanços; a Leste, com a de Terra de Melide; a Sul com a da Terra do Deza e, a Oeste, com a comarca de Santiago.